# Museo archeologico di Nizza-Cimiez
Il museo archeologico di Cimiez (in francese Musée archéologique de Nice-Cimiez) è un museo dedicato alla preistoria e storia antica, con sede a Nizza sulla collina di Cimiez, l'antica città romana di Cemenelum.
Insieme al Museo di Paleontologia Umana Terra-Amata, costituisce il polo museale archeologico della città di Nizza.

## Storia
Creato nel 1960, il museo occupava originariamente il piano terra dell'attuale Museo Matisse. Nel 1989 fu trasferito in un edificio moderno progettato dall'architetto Wladimir Mitrofanoff, situato proprio sul sito dei resti dell'antica città romana di Cemenelum. Presenta testimonianze archeologiche della storia antica di Nizza, e collezioni antiche provenienti da altri siti. Il museo ospita anche mostre temporanee.

## Collezioni presentate in mostra permanente
Il museo raccoglie ceramiche antiche provenienti dalle grandi civiltà del Mediterraneo, oltre a numerosi oggetti e utensili rinvenuti nel terreno di Cemenelum e nei dintorni.
Tra gli oggetti più importanti esposti vi sono:
- pietre miliari dell'epoca di Augusto e di Adriano  che segnavano la Via Julia Augusta.
- una maschera di Sileno e pezzi di mobilio in bronzo provenienti dal relitto dell'antica nave La Fourmigue.
- il cinghiale di Ilonse.
- una statua monumentale di Antonia Minore del I secolo, scoperto nel frigidarium delle Thermes du Nord nel 1957.
- monete di Cornelia Salonina e una base di statua dedicata all'imperatrice.
- sarcofagi in pietra scolpita rinvenuti nei pressi del monastero di Cimiez e nel quartiere di Saint Barthélemy.
- numerose stele funerarie rinvenute nei pressi del sito ma anche altre stele scoperte nel centro di Nizza.

Nel museo sono esposti anche modelli delle terme di Cemenelum che mostrano l'evoluzione del sito nel corso dei secoli. Sono visibili anche le foto di alcune campagne di scavo effettuate a Cimiez. Inoltre è presente una grande riproduzione del Trofeo di Augusto, monumento romano sito a La Turbie. Dal 2017 una sezione del sito è dedicata a dispositivi tattili interattivi Hi-Storia realizzati dagli studenti Collège international Joseph-Vernier.
Fino a ora sono stati realizzati tre riproduzioni
- Il Trofeo di Augusto de La Turbie.

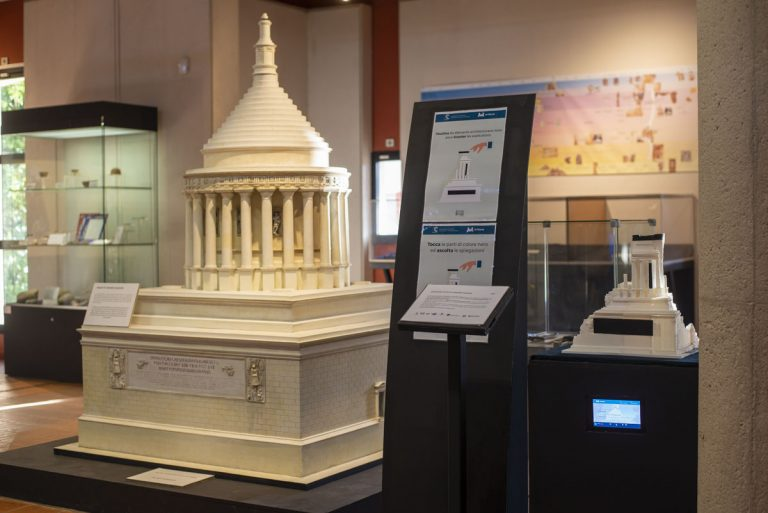
Sala del museo la grande riproduzione di 2 metri e modellino tattile interattivo del trofeo di Augusto a La Turbie, realizzato con tecnologia open source Hi-Storia dagli studenti del College Vernier e l'Associazione COALCIT di Nizza

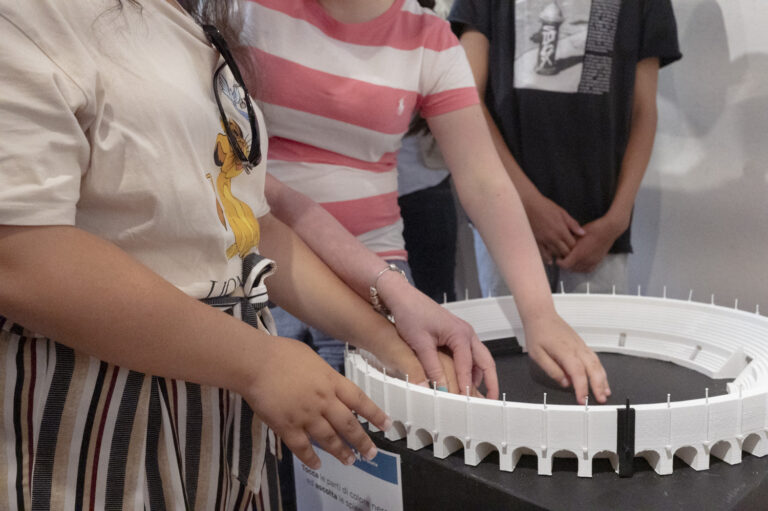
Modellino tattile interattivo Hi-Storia dell'anfiteatro di Cimiez, realizzato dagli studenti del College Vernier

- Le terme di Cemelenum.
- L'anfiteatro romano di Cimiez.

## Visita al sito archeologico
Accessibile dal museo, la visita esterna del sito archeologico permette di scoprire le rovine delle terme romane di Cimiez, il sito di Cemenelum con il suo cardo e il suo decumano, e di vedere in situ il battistero paleocristiano.